# Buch am Rannenberg
Buch am Rannenberg (amtliche Schreibweise: Buch a. Rannenberg) ist ein Weiler des Marktes Bissingen im schwäbischen Landkreis Dillingen an der Donau. Er liegt einen Kilometer südöstlich von Unterbissingen auf der Jurahöhe. 

## Geschichte
Buch wird um 1150 als „Buoch“ genannt. Der Name bedeutet „Siedlung an einem Buchenwald“, zur Unterscheidung von Orten gleichen Namens wurde der Name des Berges beigefügt, auf dem der Ort liegt. Von 1150 bis 1540 besaß das Kloster Sankt Ulrich und Afra in Augsburg Güter im Ort. Diese wurden an die Grafen von Oettingen verkauft. 

## Religionen
Buch wurde während der Reformation evangelisch-lutherisch und blieb es bis heute, da die Gegenreformation sich nicht durchsetzen konnte. Die Einwohner gehören zur evangelischen Pfarrei Oppertshofen.